# Braunsroda (An der Schmücke)
Braunsroda is een plaats in de Duitse gemeente Heldrungen, deelstaat Thüringen, en telt 94 inwoners (2006).
Braunsroda · Bretleben · Gorsleben · Hauteroda · Heldrungen · Hemleben · Lundershausen · Oldisleben · Sachsenburg